# Pesosjärvi
Pesosjärvi är en sjö i Finland. Den ligger i kommunen Kuusamo i landskapet Norra Österbotten, i den nordöstra delen av landet, 700 km norr om huvudstaden Helsingfors. Pesosjärvi ligger 255,5 meter över havet. Arean är 44,5 hektar och strandlinjen är 3,89 kilometer lång. Sjön  ingår i Koundaälvens huvudavrinningsområde.   Den sträcker sig 1,2 kilometer i nord-sydlig riktning, och 1,2 kilometer i öst-västlig riktning.